# Angyalok gyilkosa
Az Angyalok gyilkosa (eredeti cím: Mindcage) 2022-ben bemutatott amerikai misztikus filmthriller, melyet Mauro Borrelli rendezett. A főbb szerepekben Martin Lawrence, Melissa Roxburgh, John Malkovich, Robert Knepper, Jacob Grodnik és Aiden Turner látható. 
A filmet 2022. december 16-án mutatták be kiválasztott mozikban és VOD-on. Ez volt Lawrence első nagyobb, nem komikus szerepe.

## Cselekmény
Amikor egy utánzó gyilkos lesújt, Jake Doyle és Mary Kelly nyomozók egy "Művész" becenévre hallgató, bebörtönzött sorozatgyilkoshoz fordulnak segítségért. Miközben Mary mélyen beleássa magát a Művész zseniális, ugyanakkor őrült elméjébe, Jake-kel együtt egy ördögi macska-egér játékba csalogatják be őket.  Versenyt futnak az idővel, hogy egy lépéssel a két bűnöző előtt járjanak.

## Szereplők
| Színész            | Szerep                    | Magyar hang         |
| ------------------ | ------------------------- | ------------------- |
| Martin Lawrence    | Jake Doyle                | Kálloy Molnár Péter |
| John Malkovich     | Arnaud Leferve / A művész | Epres Attila        |
| Robert Knepper     | Owings seriff             | Rosta Sándor        |
| Melissa Roxburgh   | Mary Kelly                | Sipos Eszter Anna   |
| Neb Chupin         | Dr. Loesch                | Rába Roland         |
| Jacob Grodnik      | Dutch                     |                     |
| Chris Mullinax     | hajléktalan férfi         |                     |
| Ritchie Montgomery | Linares atya              |                     |
| Nellie Scuitto     | Diaz kormányzóhelyettes   |                     |
| Aiden Turner       | Dale                      |                     |
| Cassandra Gava     | Voodoo papnő              |                     |

## A film készítése
A forgatás az arkansasi Springdale-ben és Fayetteville-ben zajlott 2021 augusztusában.
Ugyanebben a hónapban jelentették be, hogy a SAG-AFTRA színész szakszervezet "Ne dolgozz" felszólítást adott ki a film készítőinek a Covid19-pandémia miatt. A figyelmeztetést 2021. augusztus 13-án visszavonták.
A film első előzetese 2022. november 7-én jelent meg.

## Fogadtatás
A film a Rotten Tomatoes-on 20%-os értékelést kapott 10 kritika alapján.

## Fordítás
- Ez a szócikk részben vagy egészben  a   Mindcage című angol Wikipédia-szócikk fordításán alapul.  Az eredeti cikk szerkesztőit annak laptörténete sorolja fel. Ez a jelzés csupán a megfogalmazás eredetét és a szerzői jogokat jelzi, nem szolgál a cikkben szereplő információk forrásmegjelöléseként.